# Luis Usera Bugallal
Luis Usera Bugallal (ur. 8 lipca 1890, zm. 7 sierpnia 1958) – prezes klubu piłkarskiego Real Madryt w latach 1929–1933. Za jego kadencji klub dwukrotnie zdobył tytuł mistrza Hiszpanii.